# Урывский (хутор)
Уры́вский — хутор в Каменском районе Ростовской области.
Входит в состав Пиховкинского сельского поселения.

## Население
| 2010 |
| ---- |
| 802  |

## Улицы
- ул. Интернациональная,
- ул. Молодёжная,
- ул. Подгорная,
- ул. Российская,
- ул. Солнечная.